# Новый Каракурт
Новый Каракурт (укр. Новий Каракурт, до 2016 г. — Новое Жовтневое) — село, относится к Болградскому району Одесской области Украины.
Население по переписи 2001 года составляло 0 человек. Почтовый индекс — 68751. Телефонный код — 4846. Занимает площадь 0,26 км². Код КОАТУУ — 5121483602.

## История
В 1945 г. Указом ПВС УССР хутор Новый Каракурт переименован в Новый.

## Местный совет
68751, Одесская обл., Болградский р-н, с. Каракурт, ул. Ленина, 74